# Myrmeleon angustatus
Myrmeleon angustatus är en insektsart som först beskrevs av Navás 1921.  Myrmeleon angustatus ingår i släktet Myrmeleon och familjen myrlejonsländor. Inga underarter finns listade i Catalogue of Life.